# 지포스 600 시리즈

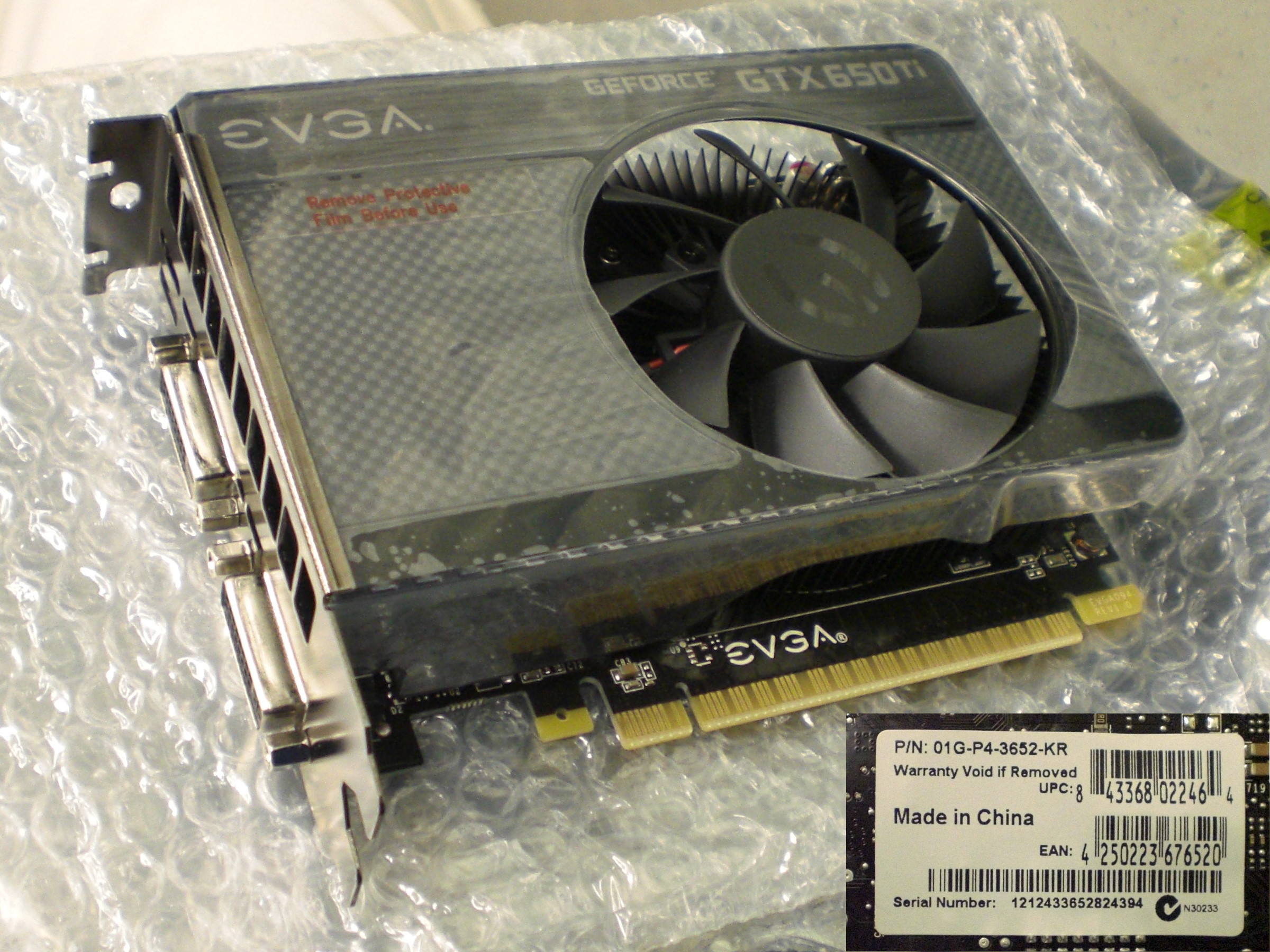
EVGA 지포스 GTX 650 Ti

지포스 600 시리즈(GeForce 600 Series)는 엔비디아가 2012년에 처음 출시한 그래픽 처리 장치 시리즈이다. 이 시리즈는 케플러 아키텍처를 도입했으며, 후속 시리즈는 지포스 700 시리즈이다.

## 개요
이전 아키텍처인 페르미의 목표가 원시 성능(특히 컴퓨팅 및 테셀레이션)을 높이는 것이었다면, 엔비디아가 케플러 아키텍처에서 목표로 한 것은 전반적인 성능 향상을 추구하면서도 와트당 성능을 높이는 것이었다. 엔비디아가 이 목표를 달성한 주요 방법은 통합 클럭의 사용이었다. 이전 GPU 설계에서 발견된 셰이더 클럭을 포기함으로써, 유사한 수준의 성능을 달성하는 데 더 많은 코어가 필요함에도 불구하고 효율성이 향상된다. 이는 코어가 전력 효율적이기 때문일 뿐만 아니라(엔비디아의 수치에 따르면 두 개의 케플러 코어가 하나의 페르미 코어 전력의 약 90%를 사용함), 클럭 속도 감소가 해당 영역에서 전력 소비를 50% 줄여주기 때문이다.
케플러는 또한 바인드리스 텍스처(bindless textures)라고 알려진 새로운 형태의 텍스처 처리를 도입했다. 이전에는 GPU가 텍스처를 참조하기 전에 CPU가 텍스처를 고정 크기 테이블의 특정 슬롯에 바인딩해야 했다. 이로 인해 두 가지 제한이 있었다. 하나는 테이블의 크기가 고정되어 있어 이 테이블(128개)에 들어갈 수 있는 만큼만 동시에 텍스처를 사용할 수 있다는 것이었다. 두 번째는 CPU가 불필요한 작업을 수행했다는 것이다. CPU는 각 텍스처를 로드하고, 메모리에 로드된 각 텍스처를 바인딩 테이블의 슬롯에 바인딩해야 했다. 바인드리스 텍스처를 사용하면 두 가지 제한이 모두 제거된다. GPU는 메모리에 로드된 모든 텍스처에 액세스할 수 있어 사용 가능한 텍스처 수가 증가하고 바인딩으로 인한 성능 저하가 없어진다.
마지막으로, 케플러를 통해 엔비디아는 메모리 클럭을 6 GHz로 높일 수 있었다. 이를 달성하기 위해 엔비디아는 완전히 새로운 메모리 컨트롤러와 버스를 설계해야 했다. GDDR5의 이론적인 7 GHz 한계에는 미치지 못하지만, 페르미의 메모리 컨트롤러 속도인 4 GHz보다 훨씬 높다.
케플러의 이름은 독일의 수학자, 천문학자, 점성술사인 요하네스 케플러의 이름을 따서 지어졌다.

## 아키텍처
지포스 600 시리즈는 이전 세대인 페르미와 새로운 세대인 케플러 엔비디아 GPU 제품을 모두 포함한다. 600 시리즈의 케플러 기반 멤버는 지포스 제품군에 다음 표준 기능을 추가한다.
- PCI 익스프레스 3.0 인터페이스
- 디스플레이포트 1.2
- HDMI 1.4a 4K x 2K 비디오 출력
- 퓨어비디오 VP5 하드웨어 비디오 가속 (최대 4K x 2K H.264 디코딩)
- 하드웨어 H.264 인코딩 가속 블록 (NVENC)
- 최대 4개의 독립적인 2D 디스플레이 또는 3개의 스테레오스코픽/3D 디스플레이 지원 (NV 서라운드)
- 차세대 스트리밍 멀티프로세서 (SMX)
- 새로운 명령어 스케줄러
- 바인드리스 텍스처
- CUDA 컴퓨트 성능 3.0
- GPU 부스트
- TXAA
- TSMC의 28 nm 공정으로 제조

### 스트리밍 멀티프로세서 아키텍처 (SMX)
케플러 아키텍처는 SMX라고 불리는 새로운 스트리밍 멀티프로세서 아키텍처를 사용한다. SMX는 전체 GPU가 이중 펌프 "셰이더 클럭"이 아닌 단일 "코어 클럭"을 사용하므로 케플러의 전력 효율성의 핵심 방법이다. SMX가 단일 통합 클럭을 사용하면 두 개의 케플러 CUDA 코어가 하나의 페르미 CUDA 코어 전력의 90%를 소비한다는 사실로 인해 GPU 전력 효율이 증가한다. 결과적으로 SMX는 사이클당 전체 워프를 실행하기 위해 추가 처리 장치가 필요하다. 케플러는 또한 경쟁력을 유지하기 위해 원시 GPU 성능을 높여야 했다. 그 결과, CUDA 코어는 CUDA 어레이당 16개에서 32개로 두 배 증가했고, 3개의 CUDA 코어 어레이가 6개의 CUDA 코어 어레이가 되었으며, 1개의 로드/저장 및 1개의 SFU 그룹이 2개의 로드/저장 및 2개의 SFU 그룹이 되었다. GPU 처리 자원도 두 배가 되었다. 2개의 워프 스케줄러에서 4개의 워프 스케줄러로, 4개의 디스패치 유닛이 8개가 되었고, 레지스터 파일은 성능 향상을 위해 64K 엔트리로 두 배 증가했다. GPU 처리 유닛 및 자원의 두 배 증가로 다이 공간 사용이 증가하면서 폴리모프 엔진의 기능은 두 배가 되지 않고 향상되어 4사이클 대신 2사이클에 다각형을 생성할 수 있게 되었다. 케플러를 통해 엔비디아는 전력 효율성뿐만 아니라 면적 효율성에도 노력했다. 따라서 엔비디아는 다이 공간을 절약하기 위해 SMX에 8개의 전용 FP64 CUDA 코어를 사용하기로 결정했으며, 모든 케플러 CUDA 코어가 FP64를 지원하지는 않지만 여전히 FP64 기능을 제공한다. 엔비디아가 케플러에서 개선한 결과는 GPU 그래픽 성능 향상을 포함하며 FP64 성능은 낮아졌다.

### 새로운 명령어 스케줄러
복잡한 하드웨어 스케줄러를 간단한 소프트웨어 스케줄러로 대체함으로써 추가 다이 영역이 확보되었다. 소프트웨어 스케줄링을 통해 워프 스케줄링은 엔비디아의 컴파일러로 이동했으며, GPU 수학 파이프라인은 이제 고정된 지연 시간을 가지므로 스레드 수준 병렬성 외에도 명령어 수준 병렬성 및 슈퍼스칼라 실행을 포함한다. 명령어는 정적으로 스케줄링되므로 수학 파이프라인의 지연 시간이 이미 알려져 있으므로 워프 내부의 스케줄링은 중복된다. 이로 인해 다이 면적 공간 및 전력 효율이 증가했다.

### GPU 부스트
GPU 부스트는 CPU의 터보 부스팅과 거의 유사한 새로운 기능이다. GPU는 항상 "기본 클럭"이라고 불리는 최소 클럭 속도로 작동하도록 보장된다. 이 클럭 속도는 최대 부하에서도 GPU가 TDP 사양 내에 유지되도록 설정된다. 그러나 부하가 낮을 때는 TDP를 초과하지 않고 클럭 속도를 높일 여지가 있다. 이러한 시나리오에서 GPU 부스트는 GPU가 미리 정의된 전력 목표(기본적으로 170W)에 도달할 때까지 클럭 속도를 점차적으로 높인다. 이 접근 방식을 통해 GPU는 동적으로 클럭을 높이거나 낮추어 TDP 사양 내에서 가능한 최대 속도를 제공한다.
전력 목표와 GPU가 취할 클럭 증가 단계의 크기는 모두 타사 유틸리티를 통해 조정할 수 있으며 케플러 기반 카드를 오버클럭하는 수단을 제공한다.

### 마이크로소프트 다이렉트X 지원
페르미 및 케플러 기반 카드 모두 다이렉트3D 11을 지원하며, API에서 제공하는 모든 기능은 아니지만 다이렉트3D 12도 지원한다.

### TXAA
케플러 GPU에만 제공되는 TXAA는 게임 엔진에 직접 구현하도록 설계된 엔비디아의 새로운 안티에일리어싱 방법이다. TXAA는 MSAA 기술과 맞춤형 해결 필터를 기반으로 한다. 이 디자인은 깜박임 또는 시간 안티에일리어싱으로 알려진 게임의 주요 문제를 해결한다. TXAA는 움직이는 장면을 부드럽게 처리하여 게임 내 장면이 모든 에일리어싱 및 깜박임에서 제거되도록 보장한다.

### NVENC
NVENC는 인텔의 퀵 싱크 비디오 및 AMD의 VCE와 유사하게 비디오 인코딩을 수행하는 엔비디아의 SIP 블록이다. NVENC는 코덱을 가져와 H.264 기반 콘텐츠를 디코딩, 전처리 및 인코딩할 수 있는 전력 효율적인 고정 기능 파이프라인이다. NVENC 사양 입력 형식은 H.264 출력으로 제한된다. 그러나 NVENC는 제한된 형식을 통해 최대 4096×4096 해상도로 인코딩을 수행할 수 있다.
인텔의 퀵 싱크와 마찬가지로 NVENC는 현재 독점 API를 통해 노출되지만, 엔비디아는 CUDA를 통해 NVENC 사용을 제공할 계획이다.

### 새로운 드라이버 기능
GTX 680과 함께 출시된 R300 드라이버에서 엔비디아는 적응형 VSync라는 새로운 기능을 도입했다. 이 기능은 수직 동기화의 제한을 해결하기 위한 것으로, 프레임 속도가 60FPS 아래로 떨어지면 수직 동기화 속도가 30FPS로 감소하고 필요에 따라 60의 추가 요인으로 감소하면서 끊김 현상이 발생한다. 그러나 프레임 속도가 60FPS 미만일 때는 모니터가 준비되는 대로 프레임을 표시할 수 있으므로 수직 동기화가 필요하지 않다. 이 문제를 해결하기 위해(화면 찢어짐에 대한 수직 동기화의 이점을 유지하면서) 드라이버 제어판에서 적응형 VSync를 켤 수 있다. 프레임 속도가 60FPS 이상이면 VSync를 활성화하고, 프레임 속도가 낮아지면 비활성화한다. 엔비디아는 이로 인해 전반적으로 더 부드러운 디스플레이를 얻을 수 있다고 주장한다.
이 기능은 GTX 680과 함께 처음 출시되었지만, 업데이트된 드라이버를 설치하는 이전 엔비디아 카드 사용자도 이 기능을 사용할 수 있다.
동적 슈퍼 해상도 (DSR)는 2014년 10월 엔비디아 드라이버 출시와 함께 페르미 및 케플러 GPU에 추가되었다. 이 기능은 장면을 더 높고 상세한 해상도로 렌더링(업스케일링)하고 모니터의 기본 해상도에 맞게 축소(다운샘플링)하여 표시되는 그림의 품질을 높이는 것을 목표로 한다. 이러한 기능은 AMD의 가상 슈퍼 해상도 (VSR)와 유사하다.

## 역사
2010년 9월, 엔비디아는 케플러를 처음 발표했다.
2012년 초, 600 시리즈 부품의 첫 멤버에 대한 세부 정보가 공개되었다. 이 초기 멤버는 이전 페르미 아키텍처에서 공급된 보급형 노트북 GPU였다.
2012년 3월 22일, 엔비디아는 600 시리즈 GPU인 데스크톱 PC용 GTX 680과 노트북/랩톱 PC용 지포스 GT 640M, GT 650M, GTX 660M을 공개했다.
2012년 4월 29일, GTX 690이 첫 듀얼 GPU 케플러 제품으로 발표되었다.
2012년 5월 10일, GTX 670이 공식적으로 발표되었다.
2012년 6월 4일, GTX 680M이 공식적으로 발표되었다.
2012년 8월 16일, GTX 660 Ti가 공식적으로 발표되었다.
2012년 9월 13일, GTX 660과 GTX 650이 공식적으로 발표되었다.
2012년 10월 9일, GTX 650 Ti가 공식적으로 발표되었다.
2013년 3월 26일, GTX 650 Ti BOOST가 공식적으로 발표되었다.

## 제품

### 지포스 600 (6xx) 시리즈

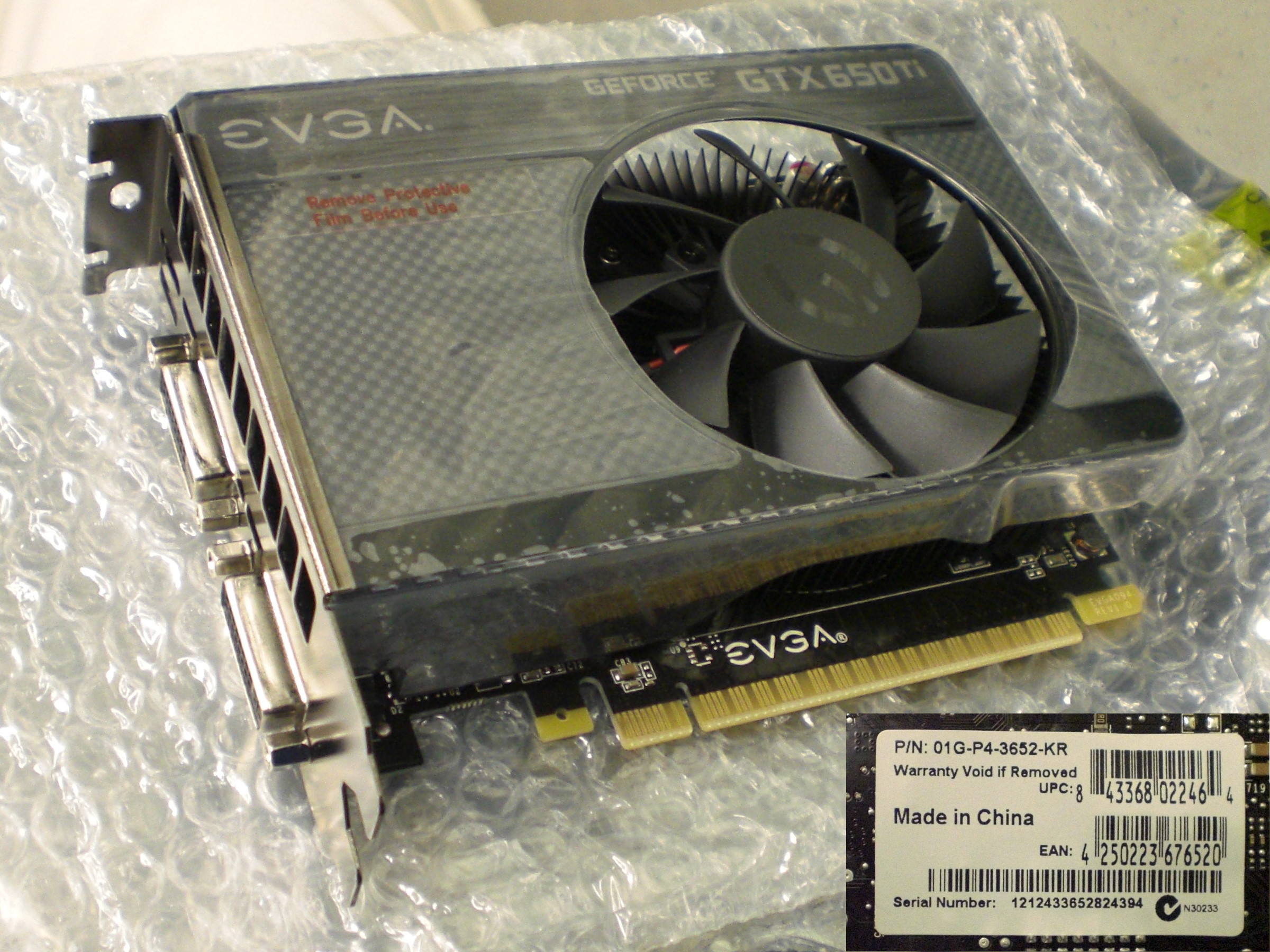
EVGA 지포스 GTX 650 Ti

- 1 SP – 셰이더 프로세서 – 통합 셰이더 : 텍스처 매핑 유닛 : 렌더 출력 장치
- 2 지포스 605 (OEM) 카드는 재브랜딩된 지포스 510이다.
- 3 지포스 GT 610 카드는 재브랜딩된 지포스 GT 520이다.
- 4 지포스 GT 620 (OEM) 카드는 재브랜딩된 지포스 GT 520이다.
- 5 지포스 GT 620 카드는 재브랜딩된 지포스 GT 530이다.
- 6 이 지포스 GT 630 (DDR3) 카드 버전은 재브랜딩된 지포스 GT 440 (DDR3)이다.
- 7 지포스 GT 630 (GDDR5) 카드는 재브랜딩된 지포스 GT 440 (GDDR5)이다.
- 8 지포스 GT 640 (OEM) 카드는 재브랜딩된 지포스 GT 545 (DDR3)이다.
- 9 지포스 GT 645 (OEM) 카드는 재브랜딩된 지포스 GTX 560 SE이다.

### 지포스 600M (6xxM) 시리즈
노트북용 지포스 600M 시리즈 아키텍처. 처리 능력은 셰이더 클럭 속도, 코어 수 및 코어가 사이클당 수행할 수 있는 명령어 수를 곱하여 얻는다.
- 1 통합 셰이더: 텍스처 매핑 유닛: 렌더 출력 장치

| 지포스 610M       | 2011년 12월      | GF119 (N13M-GE)        | 40      | PCIe 2.0 x16              | 48:8:4            | 450             | 900          | 1800            | 3.6             | 7.2             | 1024 2048     | 14.4            | DDR3              | 64         | 12.0 (11_0)   | 4.6       | 1.1              | 빈칸            | 142.08             | 12              | OEM. 재브랜딩된 GT 520MX                                  |                     |            |      |
| 지포스 GT 620M    | 2012년 4월       | GF117 (N13M-GS)        | 28      | PCIe 2.0 x16              | 96:16:4           | 625             | 1250         | 1800            | 2.5             | 10              | 1024 2048     | 14.4 28.8       | DDR3              | 64 128     | 12.0 (11_0)   | 4.6       | 1.1              | 빈칸            | 240                | 15              | OEM. 다이-축소 GF108                                      |                     |            |      |
| 지포스 GT 625M    | 2012년 10월      | GF117 (N13M-GS)        | 28      | PCIe 2.0 x16              | 96:16:4           | 625             | 1250         | 1800            | 2.5             | 10              | 1024 2048     | 14.4            | DDR3              | 64         | 12.0 (11_0)   | 4.6       | 1.1              | 빈칸            | 240                | 15              | OEM. 다이-축소 GF108                                      |                     |            |      |
| 지포스 GT 630M    | 2012년 4월       | GF108 (N13P-GL) GF117  | 40 28   | PCIe 2.0 x16              | 96:16:4           | 660 800         | 1320 1600    | 1800 4000       | 2.6 3.2         | 10.7 12.8       | 1024 2048     | 28.8 32.0       | DDR3 GDDR5        | 128 64     | 12.0 (11_0)   | 4.6       | 1.1              | 빈칸            | 258.0 307.2        | 33              | GF108: OEM. 재브랜딩된 GT 540M GF117: OEM 다이-축소 GF108 |                     |            |      |
| 지포스 GT 635M    | 2012년 4월       | GF106 (N12E-GE2) GF116 | 40      | PCIe 2.0 x16              | 144:24:24         | 675             | 1350         | 1800            | 16.2            | 16.2            | 2048 1536     | 28.8 43.2       | DDR3              | 128 192    | 12.0 (11_0)   | 4.6       | 1.1              | 빈칸            | 289.2 388.8        | 35              | GF106: OEM. 재브랜딩된 GT 555M GF116: 144 통합 셰이더     |                     |            |      |
| 지포스 GT 640M LE | 2012년 3월 22일  | GF108 GK107 (N13P-LP)  | 40 28   | PCIe 2.0 x16 PCIe 3.0 x16 | 96:16:4 384:32:16 | 762 500         | 1524 500     | 3130 1800       | 3 8             | 12.2 16         | 1024 2048     | 50.2 28.8       | GDDR5 DDR3        | 128        | 12.0 (11_0)   | 4.6       | 1.1 1.2          | N/A ?           | 292.6 384          | 32 20           | GF108: 페르미 GK107: 케플러 아키텍처                      |                     |            |      |
| 지포스 GT 640M    | 2012년 3월 22일  | GK107 (N13P-GS)        | 28      | PCIe 3.0 x16              | 384:32:16         | 625             | 625          | 1800 4000       | 10              | 20              | 1024 2048     | 28.8 64.0       | DDR3 GDDR5        | 128        | 12.0 (11_0)   | 4.6       | 1.2              | 1.1             | 480                | 32              | 케플러 아키텍처                                           |                     |            |      |
| 지포스 GT 645M    | 2012년 10월      | GK107 (N13P-GS)        | 28      | PCIe 3.0 x16              | 384:32:16         | 710             | 710          | 1800 4000       | 11.36           | 22.72           | 1024 2048     | 28.8 64.0       | DDR3 GDDR5        | 128        | 12.0 (11_0)   | 4.6       | 1.2              | 1.1             | 545                | 32              | 케플러 아키텍처                                           |                     |            |      |
| 지포스 GT 650M    | 2012년 3월 22일  | GK107 (N13P-GT)        | 28      | PCIe 3.0 x16              | 384:32:16         | 835 745 900*    | 950 835 900* | 1800 4000 5000* | 15.2 13.4 14.4* | 30.4 26.7 28.8* | 1024 2048 *   | 28.8 64.0 80.0* | DDR3 GDDR5 GDDR5* | 128        | 12.0 (11_0)   | 4.6       | 1.2              | 1.1             | 729.6 641.3 691.2* | 45              | 케플러 아키텍처                                           |                     |            |      |
| 지포스 GTX 660M   | 2012년 3월 22일  | GK107 (N13E-GE)        | 28      | PCIe 3.0 x16              | 384:32:16         | 835             | 950          | 5000            | 15.2            | 30.4            | 2048          | 80.0            | GDDR5             | 128        | 12.0 (11_0)   | 4.6       | 1.2              | 1.1             | 729.6              | 50              | 케플러 아키텍처                                           |                     |            |      |
| 지포스 GTX 670M   | 2012년 4월       | GF114 (N13E-GS1-LP)    | 40      | PCIe 2.0 x16              | 336:56:24         | 598             | 1196         | 3000            | 14.35           | 33.5            | 1536 3072     | 72.0            | GDDR5             | 192        | 12.0 (11_0)   | 4.6       | 1.1              | 빈칸            | 803.6              | 75              | OEM. 재브랜딩된 GTX 570M                                  |                     |            |      |
| 지포스 GTX 670MX  | 2012년 10월      | GK106 (N13E-GR)        | 28      | PCIe 3.0 x16              | 960:80:24         | 600             | 600          | 2800            | 14.4            | 48.0            | 1536 3072     | 67.2            | GDDR5             | 192        | 12.0 (11_0)   | 4.6       | 1.2              | 1.1             | 1152               | 75              | 케플러 아키텍처                                           |                     |            |      |
| 지포스 GTX 675M   | 2012년 4월       | GF114 (N13E-GS1)       | 40      | PCIe 2.0 x16              | 384:64:32         | 620             | 1240         | 3000            | 19.8            | 39.7            | 2048          | 96.0            | GDDR5             | 256        | 12.0 (11_0)   | 4.6       | 1.1              | ?               | 952.3              | 100             | OEM. 재브랜딩된 GTX 580M                                  |                     |            |      |
| 지포스 GTX 675MX  | 2012년 10월      | GK106 (N13E-GSR)       | 28      | PCIe 3.0 x16              | 960:80:32         | 600             | 600          | 3600            | 19.2            | 48.0            | 4096          | 115.2           | GDDR5             | 256        | 12.0 (11_0)   | 4.6       | 1.2              | 1.1             | 1152               | 100             | 케플러 아키텍처                                           |                     |            |      |
| 지포스 GTX 680M   | 2012년 6월 4일   | GK104 (N13E-GTX)       | 28      | PCIe 3.0 x16              | 1344:112:32       | 720             | 720          | 3600            | 23              | 80.6            | 4096          | 115.2           | GDDR5             | 256        | 12.0 (11_0)   | 4.6       | 1.2              | 1.1             | 1935.4             | 100             | 케플러 아키텍처                                           |                     |            |      |
| 지포스 GTX 680MX  | 2012년 10월 23일 | GK104                  | 28      | PCIe 3.0 x16              | 1536:128:32       | 720             | 720          | 5000            | 23              | 92.2            | 4096          | 160             | GDDR5             | 256        | 12.0 (11_0)   | 4.6       | 1.2              | 1.1             | 2234.3             | 100+            | 케플러 아키텍처                                           |                     |            |      |
| 모델              | 출시             | 암호명                 | 팹 (nm) | 트랜지스터 (백만)         | 다이 크기 (mm2)   | 버스 인터페이스 | SM 수        | 코어 구성1      | 클럭 속도       | 클럭 속도       | 클럭 속도     | 필레이트        | 필레이트          | 메모리     | 메모리        | 메모리    | 메모리           | API 지원 (버전) | API 지원 (버전)    | API 지원 (버전) | API 지원 (버전)                                           | 처리 능력2 (GFLOPS) | TDP (와트) | 참고 |
| 모델              | 출시             | 암호명                 | 팹 (nm) | 트랜지스터 (백만)         | 다이 크기 (mm2)   | 버스 인터페이스 | SM 수        | 코어 구성1      | 코어 (MHz)      | 셰이더 (MHz)    | 메모리 (MT/s) | 픽셀 (GP/s)     | 텍셀 (GT/s)       | 크기 (MiB) | 대역폭 (GB/s) | DRAM 종류 | 버스 너비 (비트) | 다이렉트X       | OpenGL             | OpenCL          | 벌컨                                                      | 처리 능력2 (GFLOPS) | TDP (와트) | 참고 |

(*)-애플 맥북 프로 레티나 2012 (512MB 또는 1024MB GDDR5 구성 포함).

## 칩셋 테이블

### 지포스 600 (6xx) 시리즈
| 모델                     | 출시             | 암호명          | 팹 (nm)    | 트랜지스터 (백만) | 다이 크기 (mm2) | 버스 인터페이스            | SM 개수 | 코어 구성             | 클럭 속도  | 클럭 속도         | 클럭 속도         | 클럭 속도    | 클럭 속도    | 필레이트    | 필레이트      | 메모리 구성    | 메모리 구성     | 메모리 구성 | 메모리 구성      | 지원되는 API 버전 | 지원되는 API 버전 | 지원되는 API 버전 | 지원되는 API 버전 | 처리 능력 (GFLOPS) | 처리 능력 (GFLOPS) | TDP (와트) | 출시 가격 (USD) |
| 모델                     | 출시             | 암호명          | 팹 (nm)    | 트랜지스터 (백만) | 다이 크기 (mm2) | 버스 인터페이스            | SM 개수 | 코어 구성             | 코어 (MHz) | 평균 부스트 (MHz) | 최대 부스트 (MHz) | 셰이더 (MHz) | 메모리 (MHz) | 픽셀 (GP/s) | 텍스처 (GT/s) | 크기 (MB)      | 대역폭 (GB/s)   | DRAM 종류   | 버스 너비 (비트) | 벌컨              | Direct3D          | OpenGL            | OpenCL            | 단일 정밀도        | 배정밀도           | TDP (와트) | 출시 가격 (USD) |
| ------------------------ | ---------------- | --------------- | ---------- | ----------------- | --------------- | -------------------------- | ------- | --------------------- | ---------- | ----------------- | ----------------- | ------------ | ------------ | ----------- | ------------- | -------------- | --------------- | ----------- | ---------------- | ----------------- | ----------------- | ----------------- | ----------------- | ------------------ | ------------------ | ---------- | --------------- |
| 지포스 605               | 2012년 4월 3일   | GF119           | TSMC 40 nm | 292               | 79              | PCIe 2.0 x16               | 1       | 48:8:4                | 523        | 빈칸              | 빈칸              | 1046         | 898 (1796)   | 2.09        | 4.2           | 512 1024       | 14.4            | DDR3        | 64               | 빈칸              | 12 (11_0)         | 4.6               | 1.2               | 100.4              | 알 수 없음         | 25         | OEM             |
| 지포스 GT 610            | 2012년 5월 15일  | GF119-300-A1    | TSMC 40 nm | 292               | 79              | PCIe 2.0 x16, PCIe x1, PCI | 1       | 48:8:4                | 810        | 빈칸              | 빈칸              | 1620         | 1000 1800    | 3.24        | 6.5           | 512 1024 2048  | 8 14.4          | DDR3        | 64               | 빈칸              | 12 (11_0)         | 4.6               | 1.2               | 155.5              | 알 수 없음         | 29         | 리테일          |
| 지포스 GT 620            | 2012년 4월 3일   | GF119           | TSMC 40 nm | 292               | 79              | PCIe 2.0 x16               | 1       | 48:8:4                | 810        | 빈칸              | 빈칸              | 1620         | 898 (1796)   | 3.24        | 6.5           | 512 1024       | 14.4            | DDR3        | 64               | 빈칸              | 12 (11_0)         | 4.6               | 1.2               | 155.5              | 알 수 없음         | 30         | OEM             |
| 지포스 GT 620            | 2012년 5월 15일  | GF108-100-KB-A1 | TSMC 40 nm | 585               | 116             | PCIe 2.0 x16               | 2       | 96:16:4               | 700        | 빈칸              | 빈칸              | 1400         | 1000–1800    | 2.8         | 11.2          | 1024 2048      | 8–14.4          | DDR3        | 64               | 빈칸              | 12 (11_0)         | 4.6               | 1.2               | 268.8              | 알 수 없음         | 49         | 리테일          |
| 지포스 GT 625            | 2013년 2월 19일  | GF119           | TSMC 40 nm | 292               | 79              | PCIe 2.0 x16               | 1       | 48:8:4                | 810        | 빈칸              | 빈칸              | 1620         | 898 (1796)   | 3.24        | 6.5           | 512 1024       | 14.4            | DDR3        | 64               | 빈칸              | 12 (11_0)         | 4.6               | 1.2               | 155.5              | 알 수 없음         | 30         | OEM             |
| 지포스 GT 630            | 2012년 4월 24일  | GK107           | TSMC 28 nm | 1300              | 118             | PCIe 3.0 x16               | 1       | 192:16:16             | 875        | 빈칸              | 빈칸              | 875          | 891 (1782)   | 14          | 14            | 1024 2048      | 28.5            | DDR3        | 128              | 1.2               | 12 (11_0)         | 4.6               | 1.2               | 336                | 14                 | 50         | OEM             |
| 지포스 GT 630            | 2012년 5월 15일  | GF108-400-A1    | TSMC 40 nm | 585               | 116             | PCIe 2.0 x16               | 2       | 96:16:4               | 700        | 빈칸              | 빈칸              | 1620         | 1600–1800    | 2.8         | 11.2          | 1024 2048 4096 | 25.6–28.8       | DDR3        | 128              | 빈칸              | 12 (11_0)         | 4.6               | 1.2               | 311                | 알 수 없음         | 49         | 리테일          |
| 지포스 GT 630            | 2012년 5월 15일  | GF108           | TSMC 40 nm | 585               | 116             | PCIe 2.0 x16               | 2       | 96:16:4               | 810        | 빈칸              | 빈칸              | 1620         | 800 (3200)   | 3.2         | 13            | 1024           | 51.2            | GDDR5       | 128              | 빈칸              | 12 (11_0)         | 4.6               | 1.2               | 311                | 알 수 없음         | 65         | 리테일          |
| 지포스 GT 630            | 2013년 5월 29일  | GK208-301-A1    | TSMC 28 nm | 1020              | 79              | PCIe 2.0 x8                | 1       | 384:16:8              | 902        | 빈칸              | 빈칸              | 902          | 900 (1800)   | 7.22        | 14.44         | 1024 2048      | 14.4            | DDR3        | 64               | 1.2               | 12 (11_0)         | 4.6               | 1.2               | 692.7              | 알 수 없음         | 25         |                 |
| 지포스 GT 635            | 2013년 2월 19일  | GK208           | TSMC 28 nm | 1020              | 79              | PCIe 3.0 x8                | 1       | 384:16:8              | 967        | 빈칸              | 빈칸              | 967          | 1001 (2002)  | 7.74        | 15.5          | 1024 2048      | 16              | DDR3        | 64               | 1.2               | 12 (11_0)         | 4.6               | 1.2               | 742.7              | 알 수 없음         | 35         | OEM             |
| 지포스 GT 640            | 2012년 4월 24일  | GF116           | TSMC 40 nm | 1170              | 238             | PCIe 2.0 x16               | 3       | 144:24:24             | 720        | 빈칸              | 빈칸              | 1440         | 891 (1782)   | 17.3        | 17.3          | 1536 3072      | 42.8            | DDR3        | 192              | 빈칸              | 12 (11_0)         | 4.6               | 1.2               | 414.7              | 알 수 없음         | 75         | OEM             |
| 지포스 GT 640            | 2012년 4월 24일  | GK107           | TSMC 28 nm | 1300              | 118             | PCIe 3.0 x16               | 2       | 384:32:16             | 797        | 빈칸              | 빈칸              | 797          | 891 (1782)   | 12.8        | 25.5          | 1024 2048      | 28.5            | DDR3        | 128              | 1.2               | 12 (11_0)         | 4.6               | 1.2               | 612.1              | 25.50              | 50         | OEM             |
| 지포스 GT 640            | 2012년 6월 5일   | GK107           | TSMC 28 nm | 1300              | 118             | PCIe 3.0 x16               | 2       | 384:32:16             | 900        | 빈칸              | 빈칸              | 900          | 891 (1782)   | 14.4        | 28.8          | 2048 4096      | 28.5            | DDR3        | 128              | 1.2               | 12 (11_0)         | 4.6               | 1.2               | 691.2              | 28.8               | 65         | 100             |
| 지포스 GT 640            | 2012년 4월 24일  | GK107           | TSMC 28 nm | 1300              | 118             | PCIe 3.0 x16               | 2       | 384:32:16             | 950        | 빈칸              | 빈칸              | 950          | 1250 (5000)  | 15.2        | 30.4          | 1024 2048      | 80              | GDDR5       | 128              | 1.2               | 12 (11_0)         | 4.6               | 1.2               | 729.6              | 30.40              | 75         | OEM             |
| 지포스 GT 640            | 2013년 5월 29일  | GK208-400-A1    | TSMC 28 nm | 1020              | 79              | PCIe 2.0 x8                | 2       | 384:16:8              | 1046       | 빈칸              | 빈칸              | 1046         | 1252 (5008)  | 8.37        | 16.7          | 1024           | 40.1            | GDDR5       | 64               | 1.2               | 12 (11_0)         | 4.6               | 1.2               | 803.3              | 알 수 없음         | 49         |                 |
| 지포스 GT 645            | 2012년 4월 24일  | GF114-400-A1    | TSMC 40 nm | 1950              | 332             | PCIe 2.0 x16               | 6       | 288:48:24             | 776        | 빈칸              | 빈칸              | 1552         | 1914         | 18.6        | 37.3          | 1024           | 91.9            | GDDR5       | 192              | 빈칸              | 12 (11_0)         | 4.6               | 1.2               | 894                | 알 수 없음         | 140        | OEM             |
| 지포스 GTX 645           | 2013년 4월 22일  | GK106           | TSMC 28 nm | 2540              | 221             | PCIe 3.0 x16               | 3       | 576:48:16             | 823.5      | 888.5             | 빈칸              | 823          | 1000 (4000)  | 14.16       | 39.5          | 1024           | 64              | GDDR5       | 128              | 1.2               | 12 (11_0)         | 4.6               | 1.2               | 948.1              | 39.53              | 64         | OEM             |
| 지포스 GTX 650           | 2012년 9월 13일  | GK107-450-A2    | TSMC 28 nm | 1300              | 118             | PCIe 3.0 x16               | 2       | 384:32:16             | 1058       | 빈칸              | 빈칸              | 1058         | 1250 (5000)  | 16.9        | 33.8          | 1024 2048      | 80              | GDDR5       | 128              | 1.2               | 12 (11_0)         | 4.6               | 1.2               | 812.54             | 33.86              | 64         | 110             |
| 지포스 GTX 650           | 2013년 11월 27일 | GK-106-400-A1   | TSMC 28 nm | 2540              | 221             | PCIe 3.0 x16               | 2       | 384:32:16             | 1058       | 빈칸              | 65                | 1058         | 1250 (5000)  | 16.9        | 33.8          | 1024 2048      | 80              | GDDR5       | 128              | 1.2               | 12 (11_0)         | 4.6               | 1.2               | 812.54             | 33.86              | ?          |                 |
| 지포스 GTX 650 Ti        | 2012년 10월 9일  | GK106-220-A1    | TSMC 28 nm | 2540              | 221             | PCIe 3.0 x16               | 4       | 768:64:16             | 928        | 빈칸              | 빈칸              | 928          | 1350 (5400)  | 14.8        | 59.4          | 1024 2048      | 86.4            | GDDR5       | 128              | 1.2               | 12 (11_0)         | 4.6               | 1.2               | 1425.41            | 59.39              | 110        | 150 (130)       |
| 지포스 GTX 650 Ti 부스트 | 2013년 3월 26일  | GK106-240-A1    | TSMC 28 nm | 2540              | 221             | PCIe 3.0 x16               | 4       | 768:64:24             | 980        | 1032              | 빈칸              | 980          | 1502 (6008)  | 23.5        | 62.7          | 1024 2048      | 144.2           | GDDR5       | 192              | 1.2               | 12 (11_0)         | 4.6               | 1.2               | 1505.28            | 62.72              | 134        | 170 (150)       |
| 지포스 GTX 660           | 2012년 9월 13일  | GK106-400-A1    | TSMC 28 nm | 2540              | 221             | PCIe 3.0 x16               | 5       | 960:80:24             | 980        | 1032              | 1084              | 980          | 1502 (6008)  | 23.5        | 78.4          | 1536+512 3072  | 96.1+48.1 144.2 | GDDR5       | 128+64 192       | 1.2               | 12 (11_0)         | 4.6               | 1.2               | 1881.6             | 78.40              | 140        | 230 (180)       |
| 지포스 GTX 660           | 2012년 8월 22일  | GK104-200-KD-A2 | TSMC 28 nm | 3540              | 294             | PCIe 3.0 x16               | 6       | 1152:96:24 1152:96:32 | 823.5      | 888.5             | 899               | 823          | 1450 (5800)  | 19.8        | 79            | 1536 2048 3072 | 134 186         | GDDR5       | 192 256          | 1.2               | 12 (11_0)         | 4.6               | 1.2               | 2108.6             | 79.06              | 130        | OEM             |
| 지포스 GTX 660 Ti        | 2012년 8월 16일  | GK104-300-KD-A2 | TSMC 28 nm | 3540              | 294             | PCIe 3.0 x16               | 7       | 1344:112:24           | 915        | 980               | 1058              | 915          | 1502 (6008)  | 22.0        | 102.5         | 2048           | 96.1+48.1 144.2 | GDDR5       | 128+64 192       | 1.2               | 12 (11_0)         | 4.6               | 1.2               | 2459.52            | 102.48             | 150        | 300             |
| 지포스 GTX 670           | 2012년 5월 10일  | GK104-325-A2    | TSMC 28 nm | 3540              | 294             | PCIe 3.0 x16               | 7       | 1344:112:32           | 915        | 980               | 1084              | 915          | 1502 (6008)  | 29.3        | 102.5         | 2048 4096      | 192.256         | GDDR5       | 256              | 1.2               | 12 (11_0)         | 4.6               | 1.2               | 2459.52            | 102.48             | 170        | 400             |
| 지포스 GTX 680           | 2012년 3월 22일  | GK104-400-A2    | TSMC 28 nm | 3540              | 294             | PCIe 3.0 x16               | 8       | 1536:128:32           | 1006       | 1058              | 1110              | 1006         | 1502 (6008)  | 32.2        | 128.8         | 2048 4096      | 192.256         | GDDR5       | 256              | 1.2               | 12 (11_0)         | 4.6               | 1.2               | 3090.43            | 128.77             | 195        | 500             |
| 지포스 GTX 690           | 2012년 4월 29일  | 2x GK104-355-A2 | TSMC 28 nm | 2x 3540           | 2x 294          | PCIe 3.0 x16               | 2x 8    | 2x 1536:128:32        | 915        | 1019              | 1058              | 915          | 1502 (6008)  | 2x 29.28    | 2x 117.12     | 2x 2048        | 2x 192.256      | GDDR5       | 2x 256           | 1.2               | 12 (11_0)         | 4.6               | 1.2               | 2x 2810.88         | 2x 117.12          | 300        | 1000            |
| 모델                     | 출시             | 암호명          | 팹 (nm)    | 트랜지스터 (백만) | 다이 크기 (mm2) | 버스 인터페이스            | SM 수   | 코어 구성             | 클럭 속도  | 클럭 속도         | 클럭 속도         | 클럭 속도    | 클럭 속도    | 필레이트    | 필레이트      | 메모리 구성    | 메모리 구성     | 메모리 구성 | 메모리 구성      | 지원되는 API 버전 | 지원되는 API 버전 | 지원되는 API 버전 | 지원되는 API 버전 | 처리 능력 (GFLOPS) | 처리 능력 (GFLOPS) | TDP (와트) | 출시 가격 (USD) |
| 모델                     | 출시             | 암호명          | 팹 (nm)    | 트랜지스터 (백만) | 다이 크기 (mm2) | 버스 인터페이스            | SM 수   | 코어 구성             | 코어 (MHz) | 평균 부스트 (MHz) | 최대 부스트 (MHz) | 셰이더 (MHz) | 메모리 (MHz) | 픽셀 (GP/s) | 텍스처 (GT/s) | 크기 (MB)      | 대역폭 (GB/s)   | DRAM 종류   | 버스 너비 (비트) | 벌컨              | Direct3D          | OpenGL            | OpenCL            | 단일 정밀도        | 배정밀도           | TDP (와트) | 출시 가격 (USD) |

1. 1 2  통합 셰이더: 텍스처 매핑 유닛: 렌더 출력 장치
2. 1 2  처리 능력 계산은 케플러 (마이크로아키텍처)#성능 또는 페르미 (마이크로아키텍처)#성능 참조.
3. ↑  벌컨 1.2는 케플러 카드에서만 지원된다.[34]
4. ↑  지포스 605 (OEM) 카드는 재브랜딩된 지포스 510이다.
5. ↑  지포스 GT 610 카드는 재브랜딩된 지포스 GT 520이다.
6. ↑  지포스 GT 620 (OEM) 카드는 재브랜딩된 지포스 GT 520이다.
7. ↑  지포스 GT 630 (DDR3, 128비트, 리테일) 카드는 재브랜딩된 지포스 GT 430 (DDR3, 128비트)이다.
8. ↑  지포스 GT 630 (GDDR5) 카드는 재브랜딩된 지포스 GT 440 (GDDR5)이다.
9. ↑  지포스 GT 640 (OEM) GF116 카드는 재브랜딩된 지포스 GT 545 (DDR3)이다.
10. ↑  지포스 GT 645 (OEM) 카드는 재브랜딩된 지포스 GTX 560 SE이다.

## 지원 중단
엔비디아는 2018년 3월 마지막 Release 390 드라이버인 391.35가 출시된 후 32비트 운영 체제용 32비트 드라이버 출시를 중단했다.
케플러 노트북 GPU는 2019년 4월 레거시 지원으로 전환되었으며 2020년 4월에 중요 보안 업데이트를 중단했다. 이 변경으로 여러 노트북 지포스 6xxM GPU가 영향을 받았으며, 나머지 GPU는 2019년 1월부터 이미 지원이 중단된 저가형 페르미 GPU였다.
엔비디아는 Release 470 드라이버 이후 윈도우 7 및 윈도우 8.1 운영 체제에 대한 드라이버 지원을 레거시 상태로 전환하고 2024년 9월까지 이들 운영 체제에 대한 중요 보안 업데이트를 계속 제공할 것이라고 발표했다.
엔비디아는 모든 나머지 케플러 데스크톱 GPU가 2021년 9월부터 레거시 지원으로 전환되며 2024년 9월까지 중요 보안 업데이트를 지원할 것이라고 발표했다. 모든 나머지 지포스 6xx GPU가 이 변경으로 영향을 받게 된다.

## 같이 보기
- 엔비디아 그래픽 처리 장치 목록
- 지포스 400 시리즈
- 지포스 500 시리즈
- 지포스 700 시리즈
- 지포스 800M 시리즈
- 지포스 900 시리즈
- 지포스 10 시리즈
- 엔비디아 테슬라